# 赫氏擬鱯
赫氏擬鱯，為輻鰭魚綱鯰形目鱨科的其中一種，為熱帶淡水魚類，分布於亞洲印尼蘇門答臘島Batang Hari及 Indragiri河流域，體長可達6.4公分，棲息在底層水域，生活習性不明。

## 扩展阅读
維基物種上的相關：赫氏擬鱯